# NGC 5520
NGC 5520 ist eine Spiralgalaxie vom Hubble-Typ Sb im Sternbild Bärenhüter am Nordsternhimmel. Sie ist schätzungsweise 89 Millionen Lichtjahre von der Milchstraße entfernt und hat einen Durchmesser von etwa 50.000 Lj.
Das Objekt wurde am 15. Mai 1787 von Wilhelm Herschel mit einem 18,7-Zoll-Spiegelteleskop entdeckt, der sie dabei mit „cF, cS, lE nearly in parallel“ beschrieb.